# Erich Kubierschky
Erich Kubierschky (* 10. Juni 1854 in Frankenstein, Kreis Frankenstein i. Schles., Provinz Schlesien; † 21. Juni 1944 in Eching am Ammersee) war ein deutscher Maler.

## Leben

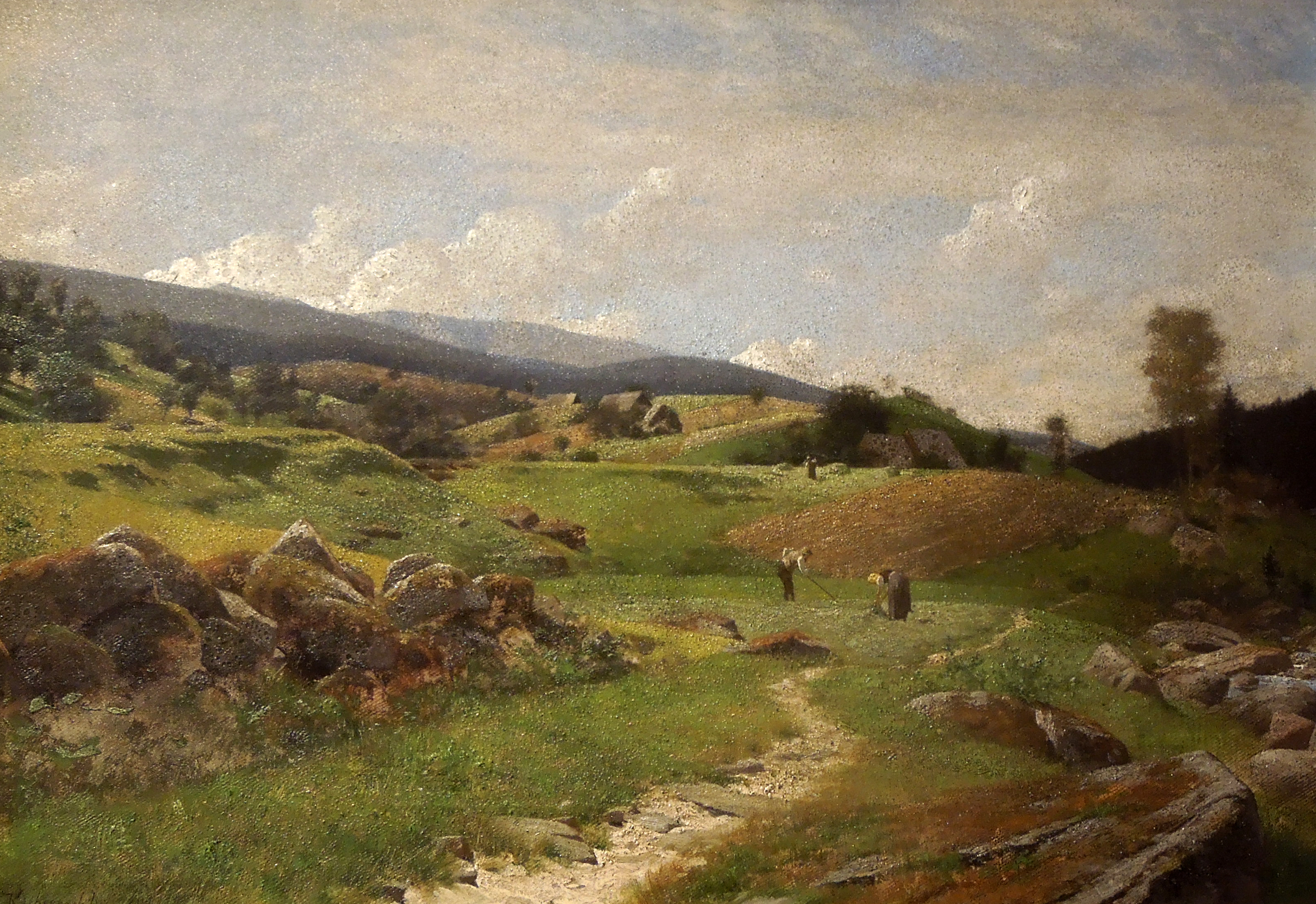
Erich Kubierschky: Landschaft bei Hain im Riesengebirge

Erich Kubierschky studierte von 1875 bis 1879 Kunst an der Kunstakademie Berlin bei Paul Thumann, Otto Knille und Karl Gussow. Ab 1882 war er Mitglied der Künstlerkolonie Ekensund (wiederholte Aufenthalte bis 1892). Von 1881 bis 1884 arbeitete er als Lehrer am Lettehaus und an der Porzellanmanufaktur Berlin, von 1884 an lehrte er an der Kunstschule Leipzig als Leiter der Gips- und Antikenklasse. 1889 übersiedelte er nach München, wo er 1891 Hilde von Noorden, die Tochter des Historikers Carl von Noorden, heiratete. Ab 1900 nahm er regelmäßig an den jährlichen Ausstellungen im Glaspalast teil, 1924 an der Kollektivausstellung im Münchener Kunstverein. 1931 verbrannten 43 Gemälde bei einer Ausstellung im Glaspalast.
Kubierschky war zu Studienaufenthalten in Luxemburg, Franken, Dänemark (Künstlerkolonie Ekensund), Korsika und Triest.

## Auszeichnungen
- 1889: Teilnahme an der Pariser Weltausstellung
- 1890: Goldmedaille für das Bild Schlesische Frühlingslandschaft (Nationalgalerie Berlin)

## Werk
Gemälde und Zeichnungen (vorwiegend Naturstudien und Landschaften)
Werke in Museen
- Nationalgalerie Berlin
- Museum für bildende Künste Leipzig
- Staatsgalerie München (neue Pinakothek)
- Lenbachhaus München
- Polnisches National-Museum Wrocław
- Musée d’Histoire de la Ville, Luxemburg
- Museumsberg Flensburg
- Neues Stadtmuseum Landsberg am Lech